# Raimondo II di Tolosa
Raimondo (... – 924) fu conte di Nîmes e d'Albì dall'878 al 918, conte di Tolosa e duca di Settimania  (918 - 924).

## Origine
Figlio primogenito del conte d'Albi, conte di Rouergue, conte di Tolosa e conte di Quercy, Oddone I († ca. 918) e di Garsenda d'Albi (come risulta dall'Histoire des comtes de Toulouse, dal capitolo n° XI del secondo volume delle Histoire Générale de Languedoc e dal Cartoulaires de l'abbaye de Beaulieu, datato agosto 887, in cui il conte Oddone vendette una proprietà assieme alla moglie Garsenda ed al fratello Ariberto), la figlia del conte d'Albi, Ermengardo. Oddone era il figlio secondogenito del conte di Quercy, conte di Tolosa e conte di Rouergue, Raimondo I (ca. 820-† ca. 865) e di Berta (come risulta dal documento n° 160 del 3 novembre 862 delle Preuves de l'Histoire Générale de Languedoc, in cui suo padre, il conte di Tolosa, Raimondo I, fece una donazione per l'anima del padre (il nonno di Oddone), Fulcoaldo, la madre (la nonna di Oddone), Senegonda ed il fratello (lo zio di Oddone), Fredelone, in cui nomina la propria moglie (la madre di Oddone) ed i tre figli, Bernardo II, Fulcoaldo e Oddone)), figlia di Remigio e Arsenda (come risulta dal documento n° 203 del 6 aprile 883 delle Preuves de l'Histoire Générale de Languedoc, in cui Berta, assieme ai figli Fulcoaldo e Oddone, fece una donazione per l'anima di suo padre, Remigio, e sua madre, Arsenda il marito Raimondo ed il figlio, Bernardo).

## Biografia
Molto probabilmente Raimondo ereditò la contea d'Albi direttamente dalla madre, Garsenda, infatti, nell'878, secondo la bolla papale di papa Giovanni VIII, Raimondo era già conte d'Albi, confermato dal documento n° CIX dell'agosto di quello stesso anno delle Preuves de l'Histoire Générale de Languedoc, in cui Raimondo presiedette un'udienza in Albi; mentre nell'aprile dell'890, secondo il documento n° 12 delle Preuves de l'Histoire Générale de Languedoc, presiedette un giudizio, nella contea (a Nîmes).
Secondo il Cartulaire du chapitre de l´église cathédrale Notre-Dame de Nîmes Raimondo, negli anni seguenti, fu attivo nella contea d'Albi, con donazioni e compravendite, compare in tre documenti, l'ultimo dei quali è del 18 luglio 915.
Nei primi anni del X secolo Raimondo viene ricordato, nel terzo volume dell'Histoire Générale de Languedoc per essere stato sollecitato a combattere i Saraceni, che facevano scorrerie in Provenza.
Nello stesso capitolo viene anche ricordato un dissidio tra Raimondo ed il visconte di Tolosa, Benedetto, catturato da Raimondo e la successiva infruttuosa trattativa con Geraldo, zio di Benedetto; quest fatto viene citato anche nel secondo libro del De Vita Sancti Geraldi Aureliacensis Comitis, nei paragrafi XXVIII e XXIX.
Dopo la morte di suo padre, verso il 918, mentre il fratello minore, Ermengardo, ereditava la contee di Rouergue e di Quercy che già governava, Raimondo, oltre alla contea d'Albi, ricevette in eredità dal padre la contea di Tolosa, infatti, secondo la Histoire Générale de Languedoc, Raimondo, come conte di Tolosa (Raymundo comite Tolosæ civitatis et marchio), presiedette una riunione nella diocesi di Carcassonne.
Secondo il terzo volume dell'Histoire Générale de Languedoc, i due fratelli governarono insieme, forse senza dividere tra di loro le contee.
Nel 922, i due fratelli si schierarono il re dei Franchi occidentali, Carlo il Semplice, nella lotta contro il conte di Parigi, conte d'Angiò, di Auxerre, di Nevers, di Tours e Marchese di Neustria, Roberto.
Raimondo morì nel 924 dopo una spedizione contro i Normanni lasciando i titoli di conte di Tolosa e duca di Settimania al figlio Raimondo Ponzio.

## Discendenza
Raimondo II aveva posato Guinidilda († dopo il 923), figlia del conte di Barcellona, Goffredo il Villoso (ca. 840-897) e di Guinidilda che, secondo la storica Alison Weir era figlia di Baldovino I delle Fiandre, mentre altri dicono fosse figlia di Mirò I conte di Rossiglione. Comunque il matrimonio è confermato sia dal documento n° 52 dell'Histoire Générale de Languedoc, Preuves, Tome V, in cui è citata, come contessa in una donazione alla cattedrale di Narbona, sia nelle Europäische Stammtafeln, vol II, 68 (non consultate). Raimondo II e Guinidilda ebbero un unico figlio:
- Raimondo Ponzio I[21] (ca. 900- ca. 950), conte de Tolosa, duca di Settimania, conte di Nîmes e d'Albì, duca d'Aquitania e conte d'Alvernia.

## Ascendenza
|                       |   |           | Genitori |  |  | Nonni |  |  | Bisnonni             |  |  | Trisnonni              |  |
|                       |   |           |          |  |  |       |  |  | Foucault di Rouergue |  |  | Giselberto di Rouergue |  |
|                       |   |           |          |  |  |       |  |  | Foucault di Rouergue |  |  | Giselberto di Rouergue |  |
|                       |   | …         |          |  |  |       |  |  | Foucault di Rouergue |  |  |                        |  |
| Raimondo I di Tolosa  |   |           |          |  |  |       |  |  | Foucault di Rouergue |  |  |                        |  |
|                       |   | Senegonda | …        |  |  |       |  |  |                      |  |  |                        |  |
|                       |   | Senegonda | …        |  |  |       |  |  |                      |  |  |                        |  |
|                       |   | Senegonda | …        |  |  |       |  |  |                      |  |  |                        |  |
| Oddone I di Tolosa    |   | Senegonda |          |  |  |       |  |  |                      |  |  |                        |  |
|                       |   | Remigio   | …        |  |  |       |  |  |                      |  |  |                        |  |
|                       |   | Remigio   | …        |  |  |       |  |  |                      |  |  |                        |  |
|                       |   | Remigio   | …        |  |  |       |  |  |                      |  |  |                        |  |
| Berta                 |   | Remigio   |          |  |  |       |  |  |                      |  |  |                        |  |
|                       |   | Arsenda   | …        |  |  |       |  |  |                      |  |  |                        |  |
|                       |   | Arsenda   | …        |  |  |       |  |  |                      |  |  |                        |  |
|                       |   | Arsenda   | …        |  |  |       |  |  |                      |  |  |                        |  |
| Raimondo II di Tolosa |   | Arsenda   |          |  |  |       |  |  |                      |  |  |                        |  |
|                       | … | …         |          |  |  |       |  |  |                      |  |  |                        |  |
|                       | … | …         |          |  |  |       |  |  |                      |  |  |                        |  |
|                       | … | …         |          |  |  |       |  |  |                      |  |  |                        |  |
| Ermengardo d'Albi     | … |           |          |  |  |       |  |  |                      |  |  |                        |  |
|                       |   | …         | …        |  |  |       |  |  |                      |  |  |                        |  |
|                       |   | …         | …        |  |  |       |  |  |                      |  |  |                        |  |
|                       |   | …         | …        |  |  |       |  |  |                      |  |  |                        |  |
| Garsenda d'Albi       |   | …         |          |  |  |       |  |  |                      |  |  |                        |  |
|                       |   | …         | …        |  |  |       |  |  |                      |  |  |                        |  |
|                       |   | …         | …        |  |  |       |  |  |                      |  |  |                        |  |
|                       |   | …         | …        |  |  |       |  |  |                      |  |  |                        |  |
| …                     |   | …         |          |  |  |       |  |  |                      |  |  |                        |  |
|                       |   | …         | …        |  |  |       |  |  |                      |  |  |                        |  |
|                       |   | …         | …        |  |  |       |  |  |                      |  |  |                        |  |
|                       |   | …         | …        |  |  |       |  |  |                      |  |  |                        |  |
|                       |   | …         |          |  |  |       |  |  |                      |  |  |                        |  |

### Fonti primarie
- (LA)  Preuves de l'Histoire Générale de Languedoc, tome II.
- (LA)  Odo Cluniacensis Abbas, De Vita Sancti Geraldi Aureliacensis Comitis, Liber II, XXVIII, Patrologia Latina.
- (LA)  Histoire Générale de Languedoc, tome II.
- (LA)  Cartoulaires de l'abbaye de Beaulieu.
- (LA)  L'abbé Goiffon Bullaire de l'abbaye de Saint-Gilles (Nîmes).
- (LA)  Cartulaire du chapitre de l´église cathédrale Notre-Dame de Nîmes.

### Letteratura storiografica
- René Poupardin, I regni carolingi (840-918), in «Storia del mondo medievale», vol. II, 1979, pp. 583–635.
- (FR)  Histoire Générale de Languedoc, tome II.
- (FR)  Histoire Générale de Languedoc, tome III.
- (FR)  Histoire des comtes de Toulouse.